# 스즈키 다모쓰
스즈키 다모쓰(일본어: 鈴木 保, 1947년 4월 29일 ~ )는 일본의 전직 축구 선수 겸 축구 감독이다.

## 지도자 경력
1989년 일본 여자 국가대표팀 감독으로 선임되었다. 1990년과 1994년 아시안 게임 은메달,1991년과 1995년 AFC 여자 축구 선수권 대회 준우승에 기여했다. 1991년과 1995년 FIFA 여자 월드컵, 1996년 하계 올림픽에도 출전했다.